# Columba hodgsonii
Pombo-mosqueado (Columba hodgsonii) é uma espécie de ave pertencente à família dos columbídeos, e que habita florestas montanhosas da Caxemira até o nordeste da Índia, leste do Tibete, China central, Yunnan e Mianmar.